# Ao Cubo
Ao Cubo é um grupo de rap, com origens em São Paulo, Brasil. Teve início em 2003 e continua ativo até hoje, lançando cinco álbuns.

## História
Os integrantes iniciais do Ao Cubo, foram Vulgo Feijão, Cleber, Dona Kelly (MCs) e Dj Fjay (DJ) .
Antes do Ao Cubo com carreiras desde 1996 com o grupo de rap Alternativa C, lançaram apenas um trabalho, o single Apenas Começando, com MC Dom, contando com Feijão e Fjay. Decidiram encerrar as atividades, mas Fjay quis criar um novo grupo, e então surgiu o Ao Cubo.
Ao Cubo é uma referência a união das três pessoas da Trindade de Deus (Pai, Filho e Espírito Santo).
Em 2003, o Ao Cubo teve seu início com a música "Naquela Sala", e em 2004 foi lançado o primeiro álbum de estúdio, chamado Respire Fundo. Neste ano, o grupo participou do festival Hip Hop Top - SP, onde concorrendo em quatro categorias, foram premiados nas quatro indicações e também receberam o prêmio extra (voz do povo). Em 11 de novembro do mesmo ano concorreram a três categorias do Prêmio Hutúz: Melhor DJ, Revelação e Destaque Gospel, tendo sido vencedor na última. O grupo ainda abriu o CD e DVD Espaço Rap Ao Vivo Especial.
Com o sucesso da banda após 2004, viu-se a necessidade da mesma lançar um DVD. E isto aconteceu em 2005, no álbum CD/DVD Respire Fundo Acústico.
Em 2007, o grupo voltou a concorrer no Hutúz na categoria Site de Grupo, mas não venceu. Também em 2007 foi lançado o CD Entre o Desespero e a Esperança, que destaca as faixas "Mil desculpas", "Cinderela" e "Na Missão". Em 2009, veio o quarto trabalho, o álbum Um por Todos com diversas participações especiais.
Na turnê de 2011, a banda participara da Marcha para Jesus 2011 na cidade de Guarulhos-SP. O evento aconteceu no dia 27 de agosto em uma das principais avenidas da cidade, a Av. Paulo Faccini e sucedera até o parque principal: Bosque Maia. O encontro de fiéis também recebeu outros sete cantores(as). 
Iniciou sua turnê DÉCADA, no fim de 2013, que se encerrou em março de 2014.
Ex-integrantes
O rapper Vulgo Feijão, um dos fundadores do grupo deixou o mesmo em julho de 2022.
Em 23 de setembro de 2024 teve o comunicado oficial da saída da Dona Kelly do Ao Cubo: "Neste último sábado (21), vivemos um momento cheio de emoção e gratidão. Após 21 anos de caminhada juntos, a nossa querida Dona kelly fez sua última apresentação com o grupo AOCUBO. Uma trajetória marcada por entrega, talento e, acima de tudo por um amor inabalável à música e a missão que sempre abraçamos. Foi uma noite especial, cercada de homenagens dos membros do grupo e de algumas pessoas que tiveram o privilégio de trabalhar ao lado dessa grande artista. Cada aplauso, cada lágrima e cada palavra dita naquele palco foram reflexo de tudo o que ela construiu com a gente. Seu legado está gravado nas músicas, nas histórias e nos corações de todos que acompanham nossa jornada. Ela segue novos caminhos, mas a marca que ela deixa no AO CUBO será eterna. Agradecemos por cada momento vivido ao seu lado e por ter nos mostrado que a arte é, antes de tudo, uma expressão de amor."
Nova Integrante
A nova vocalista do Ao Cubo é a Luana, conhecida popularmente como Lulil Wana é filha do também vocalista Cléber e sobrinha do Dj Fjay.

## Discografia
Álbuns de estúdio
- 2004: Respire Fundo
- 2007: Entre o Desespero e a Esperança
- 2009: Um por Todos
- 2014: Década
- 2016: Fôlego
- 2020: Projeto Acústico
- 2022: Kaboom

Álbuns ao vivo
- 2005: Respire Fundo Acústico

## Videografia
- 2005: Respire Fundo Acústico
- 2011: Videoclipes
- 2014: Década